# Citygate

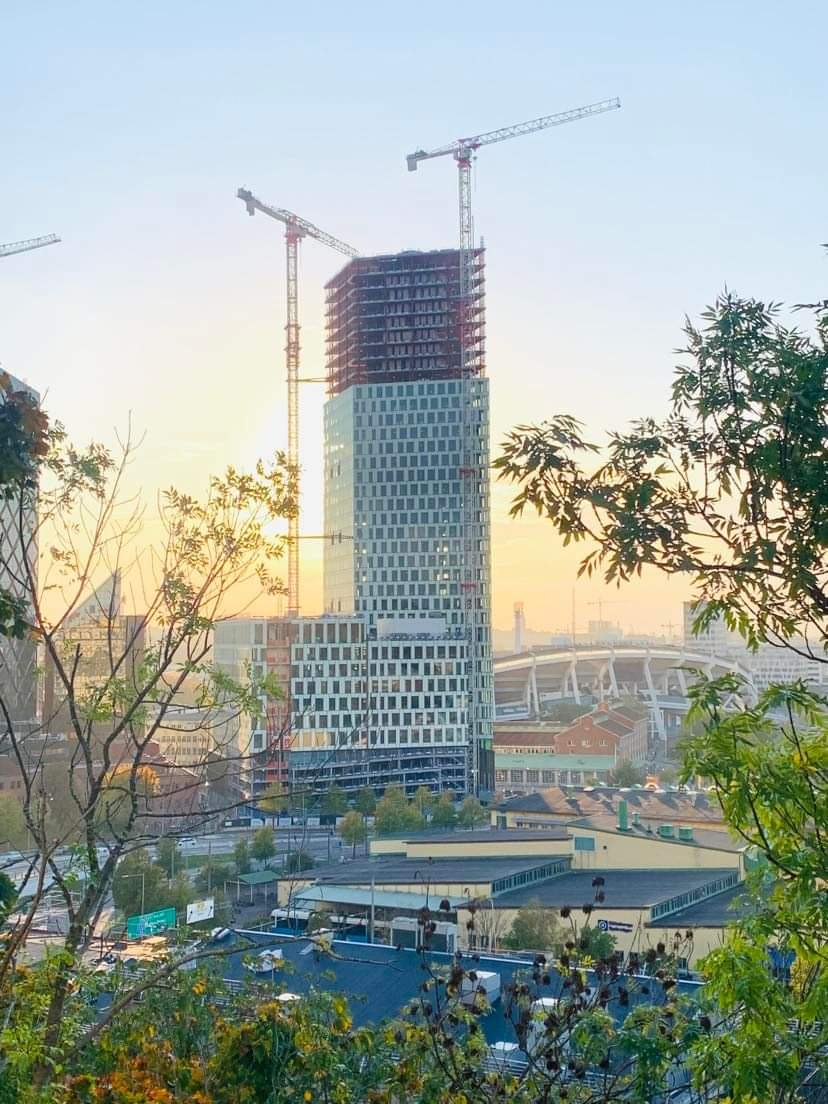
Citygate i oktober 2021.

Citygate är en byggnad vid Fabriksgatan 2 i stadsdelen Gårda i Göteborg. Den färdigställdes 2022 och blev då Nordens högsta kontorshus med 36 våningar. Citygate är 144 meter hög. Förutom kontorslokaler finns restaurang, café, co-workingytor, gym, cykelhotell och garage.
Arkitektkontor är danska byrån Henning Larsen Architects och Kanozi Arkitekter.

## Bilder

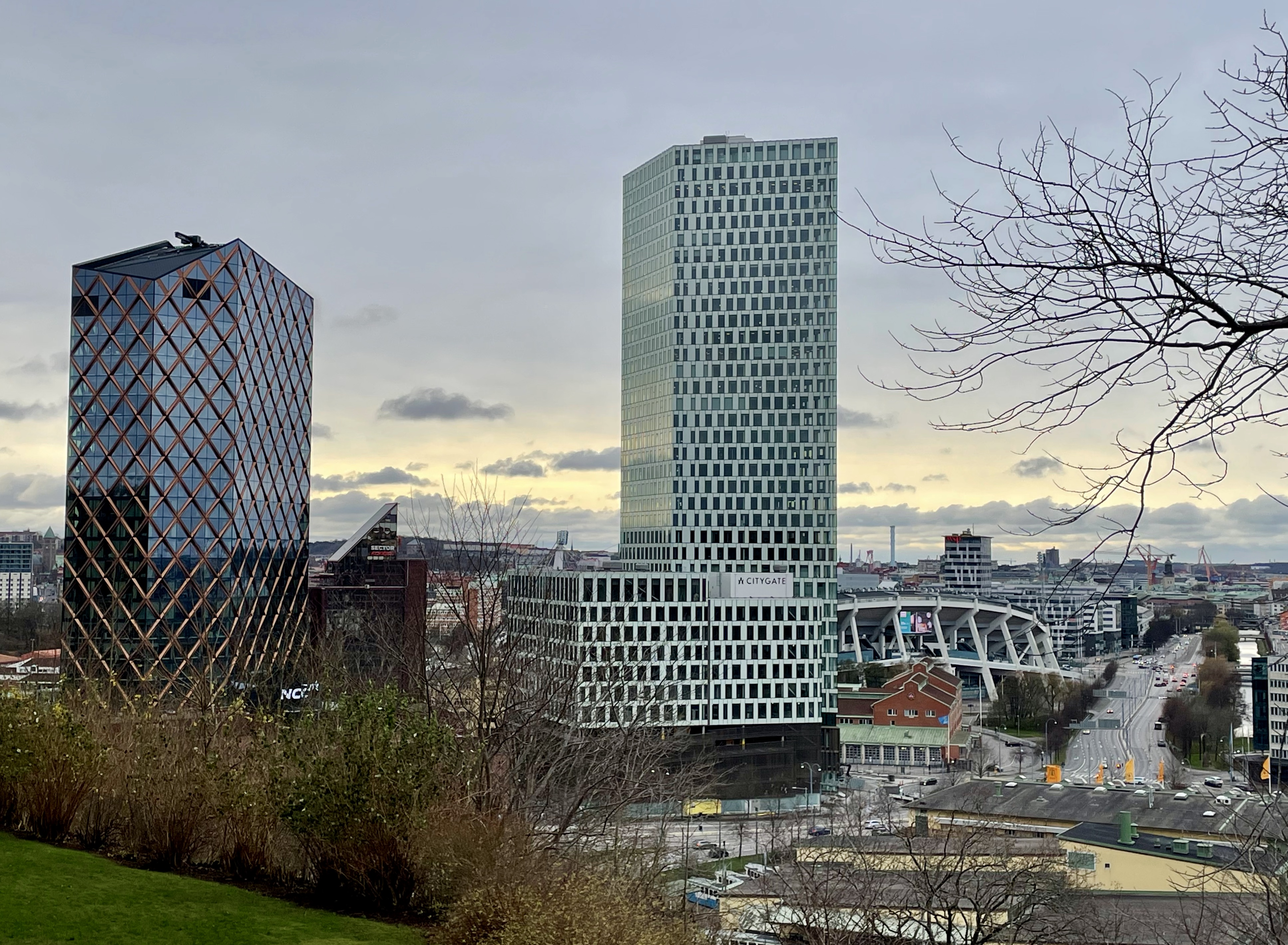
Kineum och Citygate
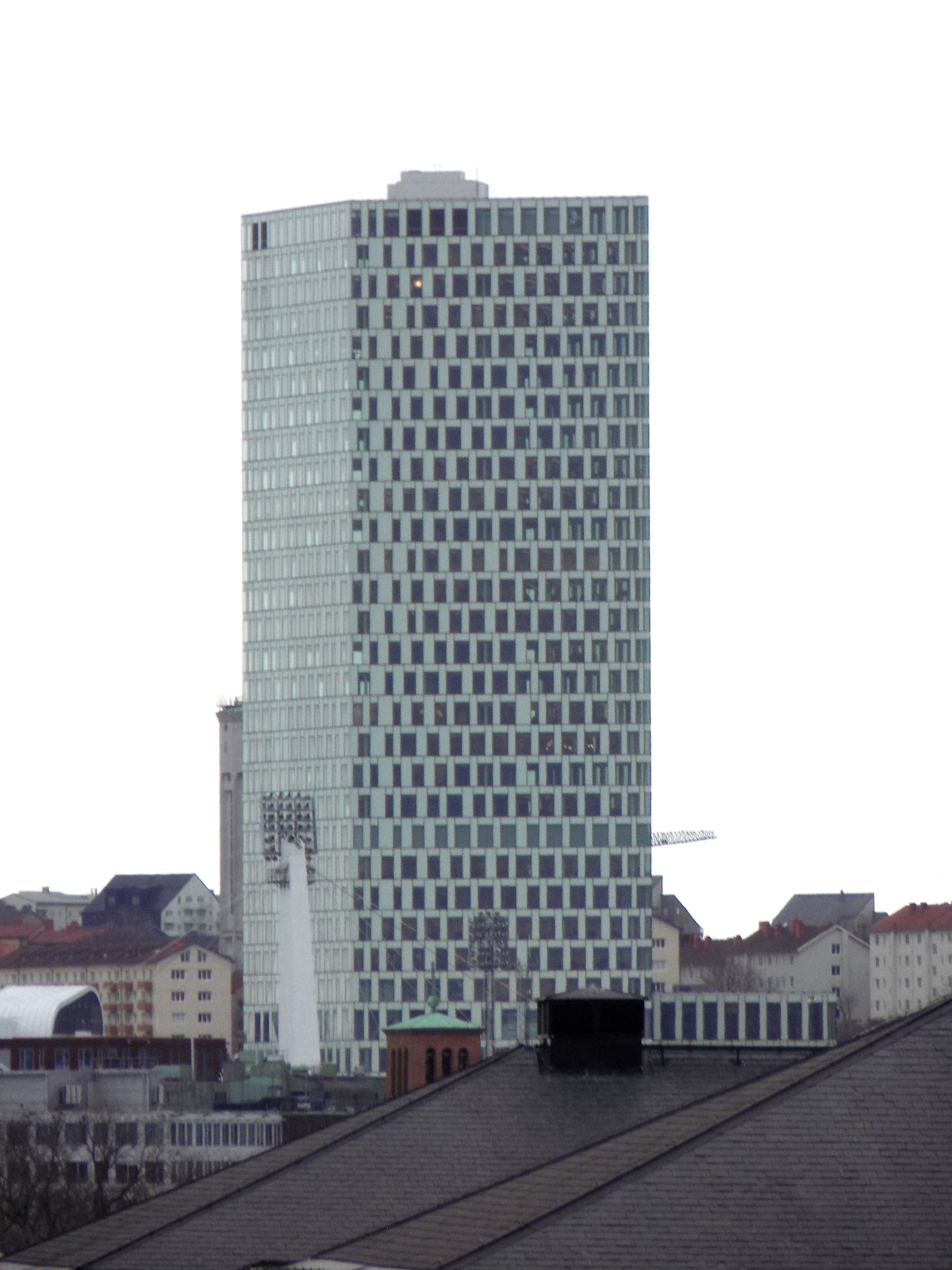
Citygate
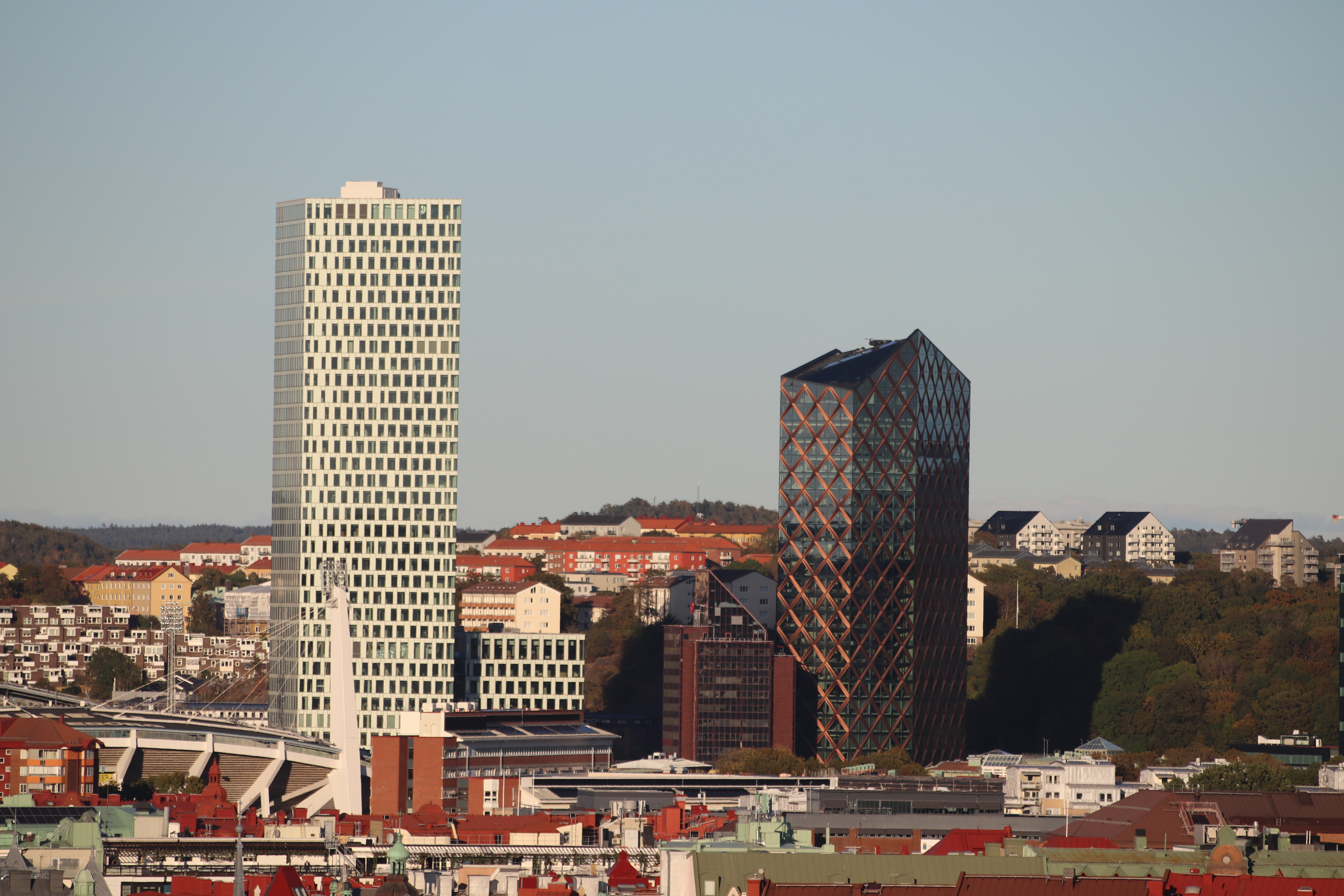
Citygate och Kineum